# Collège de la Sainte Famille du Caire
Pour les articles homonymes, voir CSF.
Le Collège de la Sainte-Famille du Caire (arabe : مدرسة العائلة المقدسة) (populairement appelé CSF), est une institution catholique francophone d'enseignement primaire et secondaire dirigée par les pères Jésuites. Il fut fondé comme collège-séminaire en 1879, à la demande du Pape Léon XIII qui souhaitait améliorer la formation d'étudiants pour la prêtrise au sein de l'Église copte catholique.
Les sections préparatoires et secondaires du collège se trouvent dans le quartier de Faggalah au Caire, tandis que la section primaire se trouve à Daher. Une autre section primaire se trouve à Héliopolis, un autre quartier du Caire.
L'établissement est homologué par le ministère français de l'Éducation nationale de la Seconde à la Terminale et est donc partenaire de l'Agence pour l'enseignement français à l'étranger (AEFE).

## Histoire
En 1879, le collège ouvrait ses portes, au Palais de Boghos Mouski, avec 16 élèves. En 1889, le bâtiment de Faggalah, qui correspond au collège d'aujourd'hui, est inauguré sur un terrain acheté entre 1882 et 1884 par le père Michel Jullien, prêtre missionnaire jésuite français. Le transport des élèves se faisait par fiacres. Le collège accueillait 112 étudiants.
Par la suite d'autres constructions sont réalisées : l'église (1891), le théâtre (1892), le bâtiment actuel du cycle préparatoire (1925), celui du cycle primaire situé dans le centre du Caire (1930), et le bâtiment du cycle primaire également d'Héliopolis (1934). En 1930, le collège comptait 600 élèves provenant de 14 pays: Égypte, France, Liban, Syrie, Italie, Grèce, Angleterre, Suisse, Espagne, Yougoslavie, Turquie, Tchécoslovaquie, Russie, Perse.

## Système d'enseignement
Le Collège offre un enseignement pour garçons (principalement en français); les classes assurées vont de la maternelle supérieure au niveau secondaire supérieur. Il y a trois campus : Le Petit Collège du Caire (PCC), le Petit Collège d'Héliopolis (PCH), et le Grand Collège, situé à Ramsis dans le quartier de Daher. Les élèves entrent au Petit Collège du Caire à l'âge de quatre ou cinq ans, et après six années d'école primaire, ils passent au Grand Collège. Le PCC et le PCH comptent 400 élèves chacun tandis que le nombre d'élèves du Grand Collège s'élève à 800 élèves.

## Anciens élèves
- Boutros Boutros-Ghali, ancien secrétaire général de l'ONU et ex-ministre des affaires étrangères d'Egypte ;
- Georges Corm, économiste libanais et ex-ministre de la finance du Liban ;
- Henri Curiel, activiste de gauche et fondateur du mouvement Democratic Movement for National Liberation ;
- Louis Fattal, photographe franco-égyptien ;
- Mohamed Imam, acteur ;
- Ramy Lakah, homme d'affaires franco-égyptien ;
- Gilbert Sinoué, écrivain et scénariste français ;
- Robert Solé, écrivain français et journaliste d'origine égyptienne ;
- Étienne de Vaux, résistant français, Compagnon de la Libération